# David Cicilline
David Nicola Cicilline, né le 15 juillet 1961 à Providence (Rhode Island), est un homme politique américain, membre du Parti démocrate et représentant de Rhode Island pour le premier district congressionnel depuis 2011.

## Biographie
David Cicilline est originaire de Providence. Sa mère Sabra est juive et son père italo-américain, Jack, est un avocat connu pour défendre des membres de la mafia,. Cicilline étudie à Brown et Georgetown et devient avocat.
Il se présente au Sénat de Rhode Island en 1992, mais perd la primaire démocrate. Deux ans plus tard, il est élu à la Chambre des représentants de Rhode Island, il y siège de 1995 à 2003. Au sein de la législature de l'État, il acquiert une réputation de libéral (au sens américain du terme),.
En 2002, il est candidat au poste de maire de Providence, capitale de Rhode Island. Le maire républicain sortant, Buddy Cianci (en), est condamné pour corruption au mois de juin. En septembre, Cicilline domine la primaire démocrate, devançant de 20 points l'ancien maire Joseph Paolino (en). Deux mois plus tard, il est élu maire avec 84 % des suffrages. Il est le premier maire juif et homosexuel de la ville. Il est aussi le premier maire ouvertement gay d'une capitale d'État américain.
En 2010, Cicilline se présente à la Chambre des représentants des États-Unis dans le 1er district de Rhode Island. Il remporte la primaire démocrate avec 37,2% des suffrages devant trois concurrents (environ 20 % chacun). Il est alors considéré comme le favori de l'élection et domine les sondages. Durant la campagne, il doit cependant avouer que la ville de Providence a illégalement augmenté son salaire de maire entre 2006 et 2009. Il est cependant élu avec 50,6 % des voix face au républicain John Loughlin (44,6 %).
Cicilline est candidat à un deuxième mandat en 2012. Il est considéré comme vulnérable. Il est en effet critiqué pour avoir laissé un déficit de 110 millions de dollars lors de sa dernière année à la mairie de Providence, alors qu'il qualifiait la santé économique de la ville d'excellente pendant sa campagne de 2010. Lors de la primaire démocrate, il bat Anthony Gemma (arrivé deuxième en 2010) avec 60 % des suffrages. Il est finalement reconduit par 53 % des électeurs, battant ainsi le républicain Brendan Doherty (40,8 %) et l'indépendant David Vogel (6,1 %). Il est réélu avec 59,5 % des suffrages en 2014 et 64,4 % en 2016.

## Historique électoral

### Chambre des représentants
| Année | David Cicilline | Rép    | Ind    |
| ----- | --------------- | ------ | ------ |
| Année |                 |        |        |
| 2010  | 50,6 %          | 44,6 % | 4,8 %  |
| 2012  | 53,0 %          | 40,8 % | 6,1 %  |
| 2014  | 59,2 %          | 40,2 % | —      |
| 2016  | 64,3 %          | 35,7 % | —      |
| 2018  | 66,7 %          | 33,1 % | —      |
| 2020  | 78,8 %          | —      | 28,4 % |
| 2022  | 64 %            | 35,8 % | —      |